# Josef Ladislav Jandera

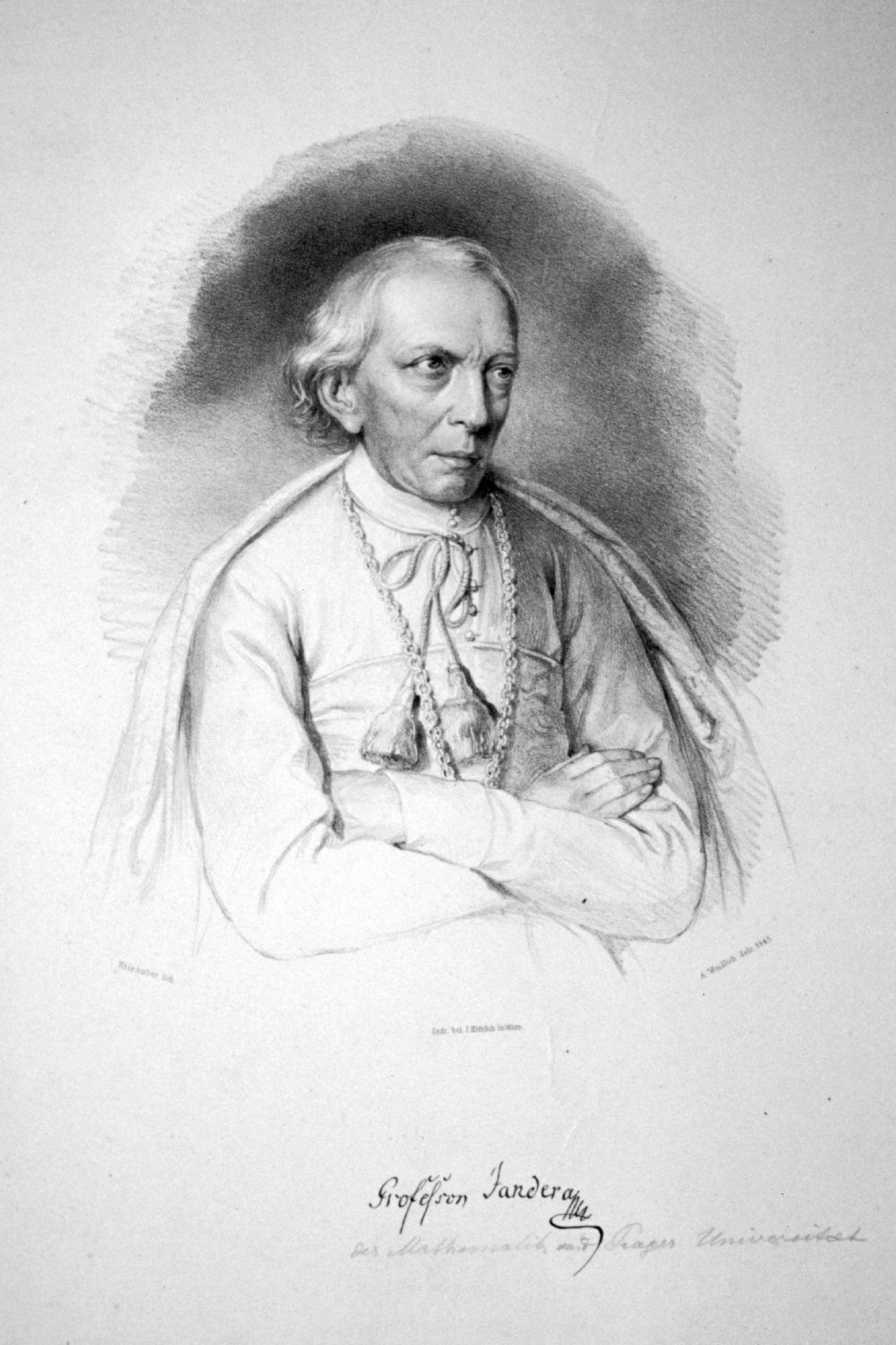
Josef Ladislaus Jandera, Lithographie von Josef Kriehuber nach Adolf Joseph Weidlich, 1845

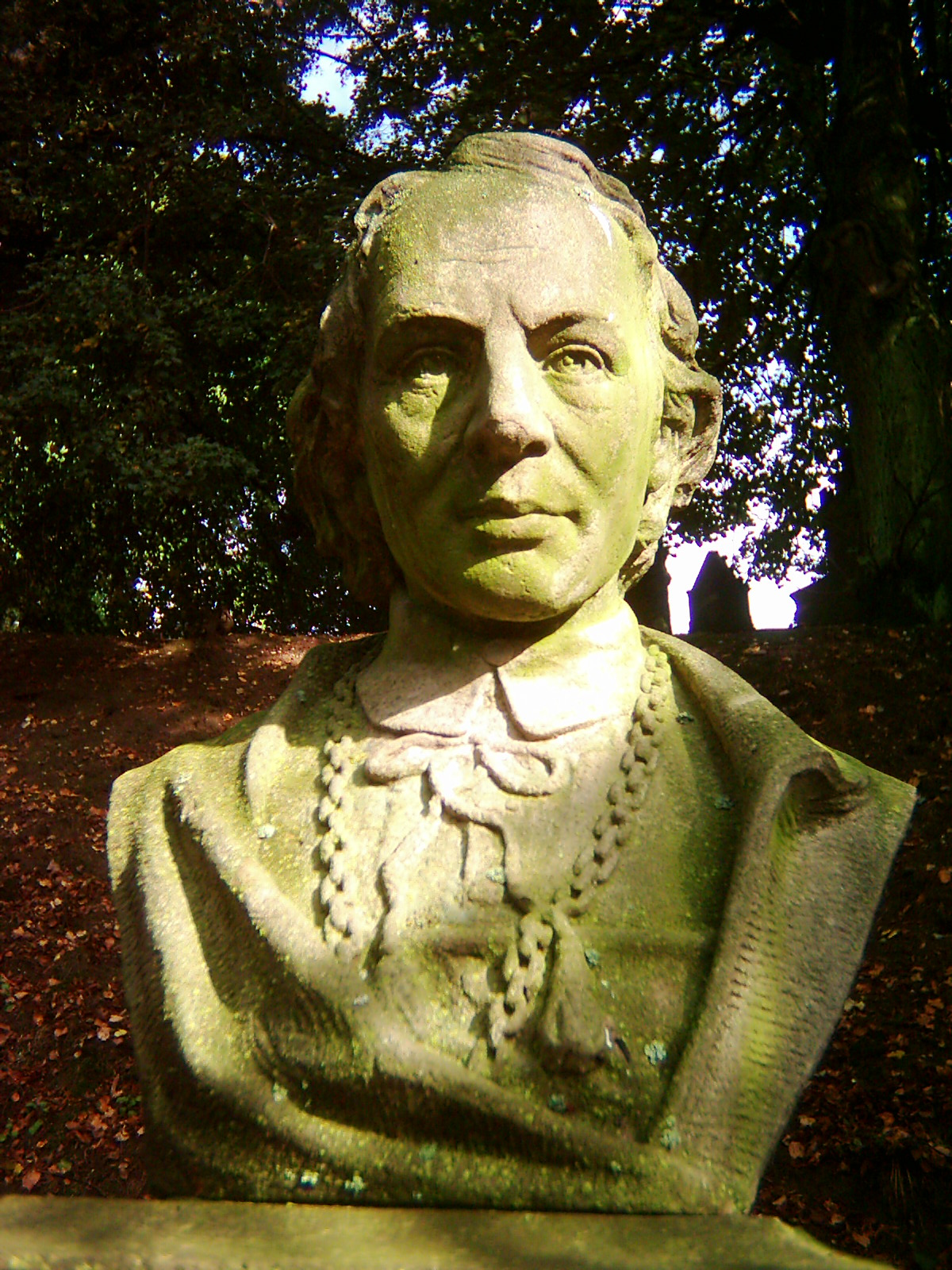
Josef Ladislav Jandera

Josef Ladislav Jandera, OPraem (deutsch Joseph Ladislaus Jandera; * 19. Februar 1776 in Horschitz, Königgrätzer Kreis; † 27. Juli 1857 in Prag) war ein katholischer Priester und Professor für Mathematik an der Universität Prag, wo er im Studienjahr 1828 das Amt des Rektors bekleidete. Er gehörte dem Prämonstratenserorden an.

## Leben
Josef Ladislav Jandera besuchte das Jesuitengymnasium in Königgrätz und studierte anschließend Katholische Theologie. Im Jahre 1800 trat er dem Prämonstratenserorden bei und wurde in das Kloster Strahov aufgenommen. 1802 wurde er zum Priester geweiht. Das Studium der Philosophie und Mathematik an der Karl-Ferdinands-Universität schloss er 1804 mit der Promotion zum Dr. phil. ab. 1805 wurde er in der Nachfolge seines Lehrers Stanislaus Wydra auf dessen Lehrstuhl für Mathematik berufen. Der Gegenkandidat war der Philosoph und Mathematiker Bernard Bolzano. Zu Ehren des gemeinsamen Lehrers Wydra hielt Jandera am 20. Juli 1816 die „Rede zur Gedächtnissfeyer des hochwürdigen Herrn Stanislaus Wydra“, die im selben Jahr im Prager Verlag Gottlieb Haase gedruckt wurde. Im Studienjahr 1828 bekleidete er das Amt des Universitätsrektors.
Jandera schrieb Lehrbücher zur Arithmetik in Latein und Deutsch. Typisch für seine Zeit, sah er die Mathematik als eine „Grössenlehre“ und nicht als eine Untersuchung von Strukturen. Für seine Leistungen wurde er vielfach geehrt und ausgezeichnet. U. a. war er Mitglied der Königlichen böhmischen Gesellschaft der Wissenschaften. Die Stadt Prag ernannte ihn 1855 zum Ehrenbürger.

## Werke (Auswahl)
- Prima calculi exponentialis elementa nova partim methodo in usum auditorum suorum proposita. Caspar Widtmann, Prag 1812.[2]
- Dissertatio inauguralis, quam sub auspiciis Reverendissimi ac Celsissimi Principis Domini Domini Wenceslai Leopoldi Equitis Chlumczansky de Przestawlk et Chlumczan, Dei gratia Archiepiscopi Pragensis ... sub Rectoratu Admodum Reverendi, Doctissimi, Spectabilis ac Magnifici Viri Domini Josephi Ladislai Jandera, S. Praemonstratensium Ordinis Pragae in monte Sion Canonici regularis ... sub Directoratu Magnifici, Perillustris, Celeberrimi ac Doctissimi Domini Ignatii Nadherny, Medicinae Doctoris ..., Prag 1828[3]
- Dissertatio inauguralis medica de Urticaria, Bohumil Haase & Sohn, 1828[4]
- Beschreibung und Prüfung der Fritz’schen Beinbruchschwebe, Sommerova tiskárna, 1828[5]
- Beiträge zu einer leichteren und gründlicheren Behandlung einiger Lehren der Arithmetik. Geržabek, Prag 1830.
- Uiber Miletin in Böhmen. Ein topographisch-historischer Versuch. Gottlieb Haase Söhne, Prag 1830.[6]